# Pterolonche gozmaniella
Pterolonche gozmaniella is een vlinder uit de familie Pterolonchidae. De wetenschappelijke naam is voor het eerst geldig gepubliceerd in 1984 door Vives.
De soort komt voor in Europa.